# Saint-Germain-du-Plain
Saint-Germain-du-Plain är en kommun i departementet Saône-et-Loire i regionen Bourgogne-Franche-Comté i östra Frankrike. Kommunen ligger i kantonen Saint-Germain-du-Plain som tillhör arrondissementet Chalon-sur-Saône. År 2022 hade Saint-Germain-du-Plain 2 346 invånare.

## Befolkningsutveckling
Antalet invånare i kommunen Saint-Germain-du-Plain
| Referens: INSEE |